# José Elías Moreno (hijo)
José Elías Moreno González de Cossío (Ciudad de México, 13 de junio de 1956) es un actor mexicano de televisión, cine y teatro.
Debutó como actor de cine en 1975 en la película Supervivientes de los Andes, luego en 1977 en teatro en la obra Fuenteovejuna y en televisión en la telenovela Marcha nupcial. Destacó en la televisión en su primer papel antagónico en 1992 en De frente al sol, posteriormente en 2007 vuelve a realizar una destacada actuación como villano en Pasión, debuta en 1997 como Director de Escena en la serie Hotel Paraíso y hace su debut como Director de escena en los melodramas. Aparte ha destacado como Director de Escena en el Teatro en obras de corte humorístico.

## Biografía
Es hijo del actor, productor y director de cine mexicano José Elías Moreno y de Beatriz González de Cossío. Hermano de la actriz Beatriz Moreno y de Angelina Moreno (Gelita), quedó huérfano de padres a los trece años tras el fallecimiento de ambos y de su abuela materna en un accidente automovilístico.
Se unió en matrimonio con Maru con quien tuvo tres hijos llamados Elías, María y Andrea.

## Filmografía

### Cine
- Supervivientes de los Andes (1976) .... Rodrigo Fernández
- Niño pobre, niño rico (1983)
- Coqueta (1983)
- Delincuente (1984) ..... Gonzalo
- Un sábado más (1985) .... El grande/Isauro
- Había una vez una estrella (1989)
- Un corazón para dos (1990)
- Colmillos, el hombre lobo (1990)
- Latino Bar (1991)
- Esa mujer me vuelve loco (1991) .... Carlos
- El ganador (1992)
- Relaciones violentas (1992)
- Ayúdame compadre (1992)
- Santera (1994) .... Juan de la Cruz
- Santo Enredo (1995) (TV) .... Rigoberto Lukas
- Inesperado amor (1999)
- La hija del caníbal (2003) .... Ramón

### Televisión
| Año       | Título                               | Personaje                 | Notas                       |
| --------- | ------------------------------------ | ------------------------- | --------------------------- |
| 1977-1978 | Marcha nupcial                       | Lacho                     | 8 episodios                 |
| 1978-1979 | Mamá Campanita                       | Polo                      | 30 episodios                |
| 1979-1980 | Los ricos también lloran             | Pascual "Pato" Hernán     | 122 episodios               |
| 1979-1980 | J.J. Juez                            | Rodrigo Garmendia         | 130 episodios               |
| 1980      | El medio pelo                        | Cristóbal                 | 77 episodios                |
| 1980-1981 | Colorina                             | Danilo Redes              | 125 episodios               |
| 1980-1981 | Soledad                              | Juan                      | 233 episodios               |
| 1982      | Déjame vivir                         | Rafael                    | 88 episodios                |
| 1982-1983 | Bianca Vidal                         | Enrique Montes            | 170 episodios               |
| 1983-1984 | Amalia Batista                       | Jorge Cardoso             | 200 episodios               |
| 1984-1986 | Principessa                          | Julio César               | 255 episodios               |
| 1985-1986 | Esperándote                          | Pablo Moreno              | 160 episodios               |
| 1986-1987 | Cicatrices del alma                  | Alfredo Rivas-Castilla    | 128 episodios               |
| 1988      | Amor en silencio                     | José María Durán          | 115 episodios               |
| 1989      | Flor y canela                        | Miguel                    | 95 episodios                |
| 1990-1991 | Amor de nadie                        | Jorge Morales             | 200 episodios               |
| 1992      | De frente al sol                     | Armando Morán Mariño      | 190 episodios               |
| 1993-2006 | Mujer, casos de la vida real         | Varios personajes         | 28 episodios                |
| 1995      | Si Dios me quita la vida             | Raúl Guevara              | 120 episodios               |
| 1996      | Sentimientos ajenos                  | José María de la Huerta   | 100 episodios               |
| 1996      | Morir dos veces                      | Aarón Zermeño             | 55 episodios                |
| 1996-1997 | Mi querida Isabel                    | Manuel Rivas              | 92 episodios                |
| 1998-1999 | Ángela                               | Padre Martín Villanueva   | 78 episodios                |
| 1999-2000 | Cuento de Navidad                    | Eleuterio López "Lopitos" | 15 episodios                |
| 2000-2001 | Primer amor... a mil por hora        | Esteban Luna              | 98 episodios                |
| 2002      | La familia P. Luche                  | Diodoro                   | Episodio: "El primo de oro" |
| 2002-2003 | Clase 406                            | Manuel del Moral          | 255 episodios               |
| 2004      | Rubí                                 | Genaro Duarte             | 112 episodios               |
| 2005      | Bajo el mismo techo                  | José "Pepe" Acosta        | 30 episodios                |
| 2005      | Sueños y caramelos                   | Mauro Jiménez             | 66 episodios                |
| 2006      | Heridas de amor                      | Francisco Jiménez         | 126 episodios               |
| 2007-2008 | Pasión                               | Alberto Lafont y Espinoza | 115 episodios               |
| 2008-2009 | Juro que te amo                      | Rogelio Urbina            | 115 episodios               |
| 2009-2010 | Camaleones                           | Armando Jaramillo         | 45 episodios                |
| 2010      | Niña de mi corazón                   | Benigno Paz               | 87 episodios                |
| 2011      | Ni contigo ni sin ti                 | Dr. Esteban Lieja         | 28 episodios                |
| 2012      | Amor bravío                          | Leoncio Martínez          | 96 episodios                |
| 2013-2014 | Quiero amarte                        | Mauro Montesinos          | 152 episodios               |
| 2014-2015 | La sombra del pasado                 | Antonio Santos            | 33 episodios                |
| 2016      | El hotel de los secretos             | Menías Lozano             | 8 episodios                 |
| 2016      | Sin rastro de ti                     | Raúl Santillana           | 25 episodios                |
| 2018      | Por amar sin ley                     | Joel Muñiz                | 6 episodios                 |
| 2019-2020 | El Dragón: El regreso de un guerrero | Don Lamberto Garza        | 16 episodios                |
| 2019-2020 | Médicos, línea de vida               | Gonzalo Olmedo            | 87 episodios                |
| 2020-2021 | Vencer el desamor                    | Joaquín Falcón            | 20 episodios                |
| 2021      | Fuego ardiente                       | Padre Mateo               | 75 episodios                |
| 2021      | Diseñando tu amor                    | Horacio Fuentes           | 118 episodios               |
| 2022      | Amor dividido                        | Domingo Moreno            | 107 episodios               |
| 2022      | La madrastra                         | Santino González          | 22 episodios                |
| 2023      | Pienso en ti                         | Sergio Torreblanca        | 75 episodios                |
| 2023-2024 | Golpe de suerte                      | Crispín Palominos         | 92 episodios                |
| 2024      | Mi amor sin tiempo                   | Gonzalo                   | 40 episodios                |

### Teatro
- 12 hombres en pugna (2009)[4]
- Todos eran mis hijos[5]
- Divorciémonos, mi amor (2015)[6]

## Dirección de escena
- Güereja de mi vida (2001)
- Ni contigo ni sin ti (2011)
- La mujer del Vendaval (2012-2013)
- La sombra del pasado (2014-2015)
- Corazón que miente (2016)[7][8]
- Tenías que ser tú (2018)

## Premios y nominaciones

### Premios TVyNovelas
| Año  | Categoría              | Telenovela         | Resultado |
| ---- | ---------------------- | ------------------ | --------- |
| 2017 | Mejor villano          | Sin rastro de ti   | Nominado  |
| 2015 | Mejor primer actor     | Quiero amarte      | Nominado  |
| 2013 | Mejor primer actor     | Amor bravío        | Nominado  |
| 2011 | Mejor primer actor     | Niña de mi corazón | Nominado  |
| 2008 | Mejor actor antagónico | Pasión             | Nominado  |
| 1993 | Mejor villano          | De frente al sol   | Ganador   |
| 1985 | Mejor villano          | Amalia Batista     | Nominado  |

### Premios Califa de Oro 2007
| Categoría               | Telenovela | Resultado |
| ----------------------- | ---------- | --------- |
| Mejor actuación del año | Pasión     | Ganador   |

### Premios Bravo
| Categoría                            | Telenovela | Resultado |        |
| ------------------------------------ | ---------- | --------- | ------ |
| Actuación Estelar Genérica Masculina | Pasión     | Ganador   | [ 11 ] |

### Premios de la Agrupación de Críticos y Periodistas de Teatro
| Año  | Categoría              | Obra          | Resultado |
| ---- | ---------------------- | ------------- | --------- |
| 2008 | Mejor Ensamble Actoral | Doce en Pugna | Ganador   |

### Premios ACE
| Año  | Categoría              | Telenovela | Resultado |
| ---- | ---------------------- | ---------- | --------- |
| 2009 | Co-actuación Masculina | Pasión     | Ganador   |